# Règim tributari de Ceuta i Melilla
El règim tributari de Ceuta i Melilla es caracteritza per ser diferent al general de la resta d'Espanya per la seua situació geogràfica. Al igual que les Illes Canàries, té un règim de franquícia aduanera. El seu règim especial de les dos ciutats prové de la seua infraestructura socioeconòmica, no de drets històrics.

## Evolució del marc legal
L'antecedent a l'actual règim especial tributari de Ceuta i Melilla va ser la Llei de 30 de desembre de 1944, amb la que es crearen Subdelegacions d'Hisenda i es demanaven impostos de l'Estat espanyol amb reduccions en els tipus de gravamen.
Anys després, amb la Llei de bases de 22 de desembre de 1955 de Règim econòmic i financer de Ceuta i Melilla es regulà el règim tributari de les ciutats.
El marc legal actual és contingut en l'Estatut d'Autonomia de Ceuta (LO 1/1995) i l'Estatut d'Autonomia de Melilla (LO 2/1995), que atribueixen un règim financer diferent de la resta. Ceuta i Melilla tenen, per tant, autonomia financera limitada per la coordinació amb l'Hisenda Pública espanyola i la normativa estatal sobre el règim financer dels ens locals.

## Característiques
El règim tributari i financer de Ciutat i Melilla combina aspectes del sistema de finançament autonòmic comú amb ingressos de les corporacions locals.
Els recursos que disposen les Hisendes de Ceuta i Melilla són:
- Rendiments derivats dels recursos propis, establits per la normativa per a municipis i províncies i la Disposició Final de cada Estatut.
- Assignacions complementàries establits als Pressupostos Generals de l'Estat amb un mínim garantit per als serveis bàsics de les seues competències.
- Participacions en tributs estatals amb criteris establits per a municipis i províncies.
- La transferència derivada del Fons de Compensació Interterritorial i altres fons de densevolupament.
- "Rendiments derivats del patrimoni de la ciutat i els ingressos del dret privat, herències, llegats i donacions".
- Ingressos derivats de multes i sancions de la competència de les ciutats.
- Producte de les operacions de crèdit. Si són formalitzades "a l'exterior o s'instrumenten mitjançant emissions públiques de títols representatius, requereixen autorització dels òrgans competents del Ministeri d'Economia i Hisenda".
- "Transferències en aplicació de la participació en els ingressos estatals, per competències traspassades de l'estat".
- Rendiments de tributs cedits per l'estat.
- Recursos atribuïts a comunitats autònomes i ens locals per la normativa estatal o els pressupostos generals de l'estat a causa de la pertinència d'Espanya a la Unió Europea.